# Fenékpuszta
Fenékpuszta (ókorban latinul: Valcum) a Zala vármegyei Keszthely egyik településrésze, a város központjától körülbelül 6 kilométerre délre, a Balaton partján, 71-es főút mellett. Területén jelentős római kori romok találhatók, valamint itt található Magyarország egyik legjelentősebb madárgyűrűző és vonuláskutató állomása is.

## Története

### Őskor, ókor, kora középkor
A Balaton nyugati partvidékén már az őskorból is kerültek elő olyan leletek, amelyek azt tanúsítják, hogy a környék lakott hely volt, sőt előkerültek olyan tárgyi bizonyítékok is, amelyek a korabeli lakók kereskedelmére utalnak. Fenékpuszta területén ilyen lelet egy középső rézkori kultikus épületben talált, a Földközi-tenger vidékéről származó triton csigakürt. Az itt élők teljes szükségletét feltehetőleg nem fedezte a földművelés és az állattartás, emiatt a vadászat és gyűjtögetés, halászat továbbra is fontos szerepet játszhatott az életükben. Ennek bizonyítékaként csaknem 2 méter mély tőzeg alól kerültek elő Fenékpusztán egy késő rézkori, nyílt vízi halászkunyhó tárgyai.

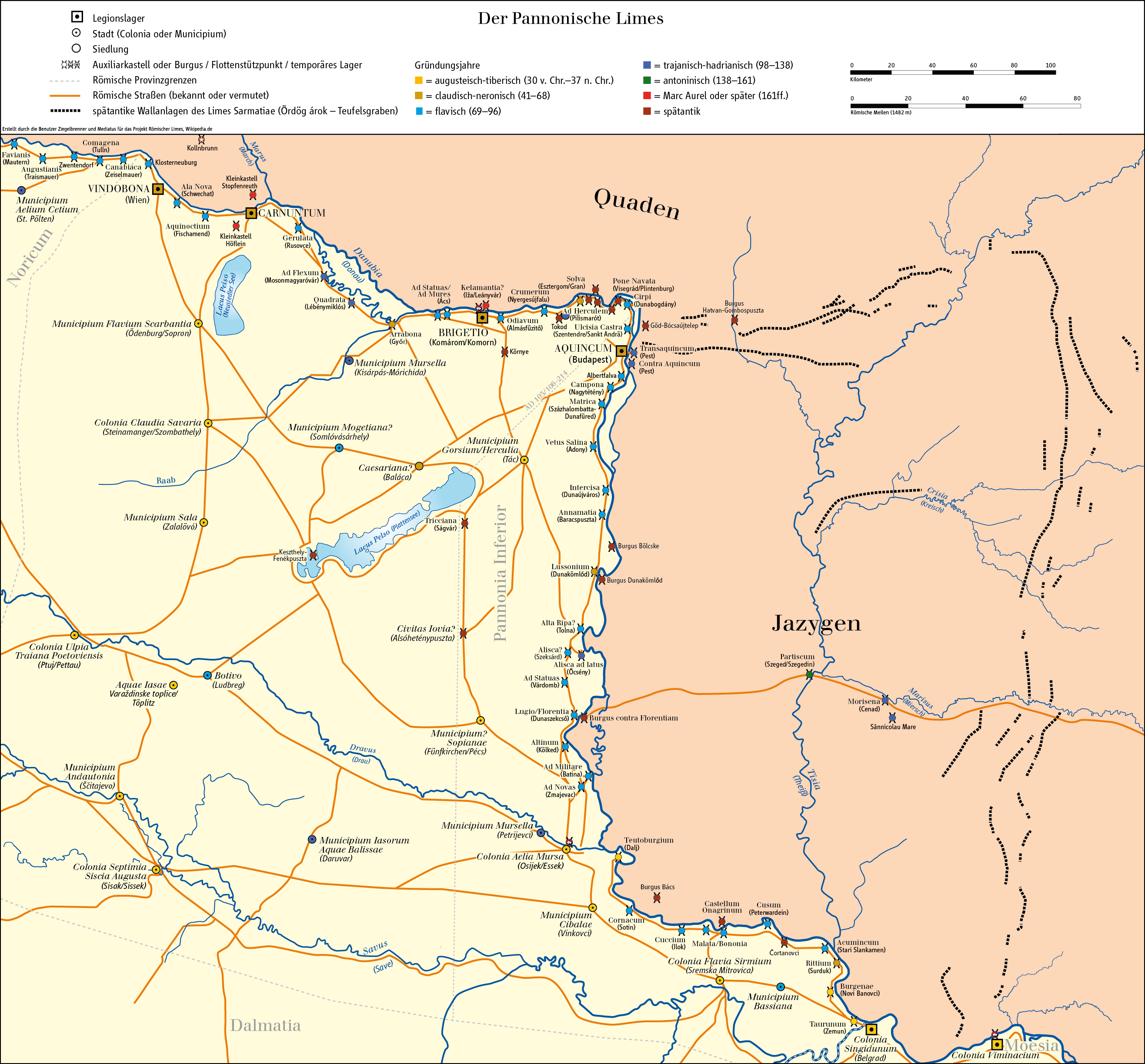
Római települések és a főbb úthálózat Pannonia provinciában

Kr. e. 13. és 8. között Tiberius meghódította a Dunántúlt, ahol a rómaiak megszervezték Pannonia provinciát. Az ezt átlósan átszelő fontos kereskedelmi és hadiút, amely a provincia székhelyét, Aquincumot kötötte össze Aquileiával, Fenékpusztánál keresztezte az akkoriban jóval mkiterjedtebb vízrendszerű Balatont. Itt találkozott egyben egy másik fontos úttal is, amely Sopianaet (Pécs) kötötte össze Augusta Treverorummal (Trier). A fontos csomópont környékén több település is létrejött; a környéken előkerült sírleletek tanúsítják, hogy a kelta őslakosság mellett római polgárjoggal rendelkezők – elsősorban kereskedők – is éltek. 160-tól viszont a Duna túlpartján élt barbár törzsek sorozatos betörései komoly pusztításokat végeztek, így a 3. századra valószínűleg már csak egy település maradt meg a területen, éppen itt, Fenékpusztán.

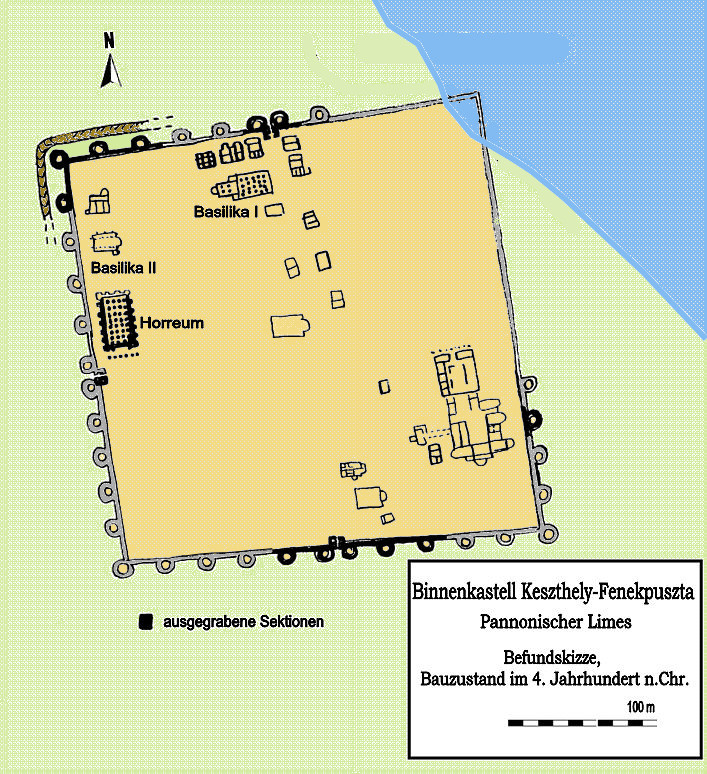
A fenékpusztai késő római kori erőd alaprajza

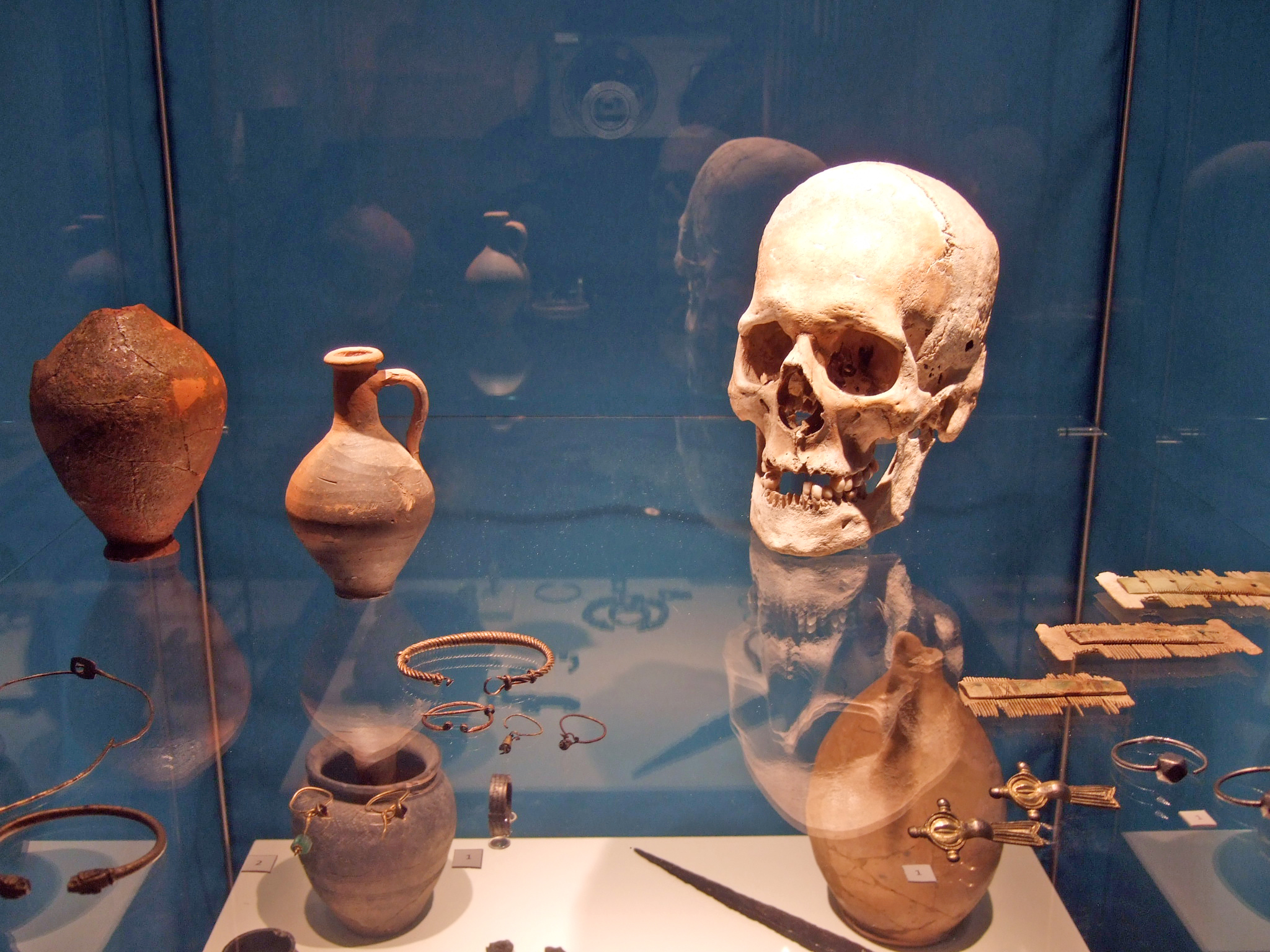
Római kori leletek tárlója Keszthely-Fenékpusztán

A 4. században Fenékpuszta területén egy mintegy 15 hektáros kiterjedésű római erőd épült, 44 toronnyal, robusztus falakkal. Az erődön belül raktárépületek, fürdők, reprezentatív és adminisztrációs épületek is álltak, falain kívül, attól délre pedig egy nagy kiterjedésű temetőt tártak fel, ahova a kutatási adatok szerint a 4. századtól egészen a 9. századig temetkeztek. Az erődben, amely feltehetőleg a Valcum nevet viselte, egy cohors (egy legio tizedrésze) állomásozhatott, és amellett, hogy védte az Itáliába vezető fontos utat, raktárbázisként is szolgálhatott a dunai limes erődjeinek ellátására. 374-ben a betörő barbár népek komoly pusztítások nyomát hagyták az erődön, a támadások miatt a környék népessége megritkult, de a terület nem vált lakatlanná. Az erődöt később helyreállították, így továbbra is védelmül szolgált az itt élőknek, még a római katonaság 5. századi kivonulása után is. 433-tól a terület hun fennhatóság alá került. 455-ben Avitus császár rövid időre visszaállította a római uralmat, ám 456-ban a keleti gótok elfoglalták az egész Dél-Dunántúlt, így ostrommal bevették a fenékpusztai erődöt is, amelyet felgyújtottak, így a lakosság nagy része elpusztult. Majd a megmaradt környékbeliekkel rendbe hozatták az építményt, amely ettől kezdve a királyuk, Theudemir székhelye lett. Valószínűleg itt született ezekben az években egyik fia és utódja, Nagy Theodorik is, akinek uralkodási ideje alatt továbbra is a keleti gótok itáliai királyságának befolyása alatt állhatott a környék, de 526-ban bekövetkezett halála után a longobárdok uralma alá került. Az erődöt nem szállták meg, de az átkelőt ellenőrzésük alá vonták.
Abból a tényből, hogy a feltárt temetőben több évszázadot átívelő temetkezés nyomai kerültek elő, egyes kutatók azt a feltételezést vonták le, hogy itt továbbélhetett egy római közösség. Ezt látszik alátámasztani az is, hogy az ebből az időszakból előkerült leletanyag egy keresztény hitű csoport itt tartózkodását tanúsítja, melynek tagjai továbbra is megőrizték római antik kultúrájukat és kapcsolatrendszerüket – annak ellenére is, hogy a térséget közben elérte a népvándorlás és az egymást követő évszázadok során mintegy fél tucatnyi különböző népcsoport fordult meg itt. A keresztény közösségről (melyet a régészet Keszthely kultúraként tart számon) az esetenként különleges gazdagságú sírok leletanyagai mellett egy kora keresztény bazilika is tanúskodik. Úgy tűnik, hogy a 7. század közepétől mintegy 100 évig lakatlan volt az erőd területe, de a 9. századtól a ismét használatba vették, a Karoling birodalom részeként.

### Újkor, legújabb kor
Fenékpuszta mai legjelentősebb épületegyüttesét az egykori Festetics-major épületei képezik, melyek közül a legkorábbiak még a 18. század végén jöttek létre. A középtengelyt alkotó főépülethez észak és dél felől, szigorú szimmetrikus rendben egy-egy szárnyat csatlakoztattak, gazdasági helyiségekkel és istállókkal. A 19. században Festetics László az épületeket kibővíttette, a homlokzatokat klasszicista stílusúra építtette át, valamint a középső tömb emeletráépítést is kapott, itt helyezték el grófok szobáját. Az épületegyüttes oldalszárnyaiban ebben az időszakban is lótenyésztés folyt.
A fenékpusztai birtokhoz a Festetics család keszthelyi kastélyától fákkal övezett út vezetett, mely útközben több kisebb majorságot, illetve malmot is érintett. A birtok a 19. század elején is ménesmajorként szolgált, de sajátos balatoni hangulatához hozzátartozott egy hajóépítő műhely és kikötő is. Az 1945-ös földreform idején a birtokot is államosították, s a térség településfejlesztése során tudatosan igyekeztek felszámolni a táj arisztokratikus jellegét. A régi épületek mellé lenfonógyárat telepítettek, a 19. századi épületekben pedig úgynevezett „csökkentett komfortfokozatú lakásokká” (lényegében szükséglakásokká) alakították át. Az 1990-es évek elejétől folyamatosan napirenden van a majorság rehabilitálása, többek között egy kocsimúzeum ötlete is felmerült, az épületegyüttes állaga azonban azóta is sokat romlott, így a jövője bizonytalan.
A környék kultúrtörténeti érdekessége, hogy Fenékpuszta közelében, a Keszthely belterületének déli határában található Szendrey-telepen született Szendrey Júlia, Petőfi Sándor felesége; egykori szülőházában emlékszobát is kialakítottak.

## Közlekedése
Fenékpuszta a 71-es főút mentén fekszik, nem messze attól a ponttól, ahol a főút véget ér és betorkollik a 76-os főútba. Áthalad továbbá Fenékpusztán a Balatonszentgyörgy–Tapolca–Ukk-vasútvonal, melynek egy megállóhelye is van itt. A Szendrey-telep a vasútállomástól 4 kilométerre található.

## Madárgyűrűző állomás
A vasúti megállóhely épületének közvetlen közelében működik 1986 óta a Fenékpusztai Madárvonulás-kutató Állomás, amely a jelenkori Fenékpusztának talán a legjelentősebb turisztikai vonzerejét képezi. Az állomást azon a helyen alakították ki, ahol a Balaton nyugati végén húzódó nádas sáv – amely nagyon sok madárfaj vonulási útvonalának fontos részét képezi – kevesebb, mint százötven méteres szélességűre szűkül össze.

## Régi mondások, falucsúfolók a településről
- Fenéken a szürke ló nem fizet vámot. [A mondás eredete nem tisztázott.][5]